# Der Mann, der seinen Mörder sucht
Der Mann, der seinen Mörder sucht é uma comédia cinematográfica alemã de 1931 dirigida por Robert Siodmak e estrelada por Heinz Rühmann, Lien Deyers e Raimund Janitschek. O filme está parcialmente perdido; dos 9 atos originais, restam apenas cinco (50 minutos). Foi um dos primeiros papéis principais para a próxima estrela alemã Heinz Rühmann. O co-escritor Billy Wilder estava no início de sua longa carreira.
Foi refeito em 1952 como Man lebt nur einmal.

## Elenco
- Heinz Rühmann como Hans Herfort
- Lien Deyers como Kitty
- Raimund Janitschek como Otto Kuttlapp
- Hans Leibelt como Adamowski
- Hermann Speelmans como Jim
- Friedrich Hollaender como Presidente da 'Weisse Weste'
- Gerhard Bienert como Policial
- Eugen Boral como Membro of 'Weisse Weste'
- Otti Dietze como Estalajadeiro
- Victor Palfi como Amigo de Hans
- Greta Keller como Cantora
- Franz Fiedler
- Eberhard Mack
- Erik Schuetz
- Roland Varno
- Wolfgang von Waltershausen
- Hermann Blaß
- Fritz Odemar